# 13640 Ohtateruaki
13640 Ohtateruaki eller 1996 GV1 är en asteroid i huvudbältet som upptäcktes den 12 april 1996 av de båda japanska astronomerna Kazuro Watanabe och Kin Endate vid Kitami-observatoriet. Den är uppkallad efter amatörastronomen Teruaki Ohta.
Asteroiden har en diameter på ungefär 4 kilometer och den tillhör asteroidgruppen Eunomia.